# ديربي غرب لندن

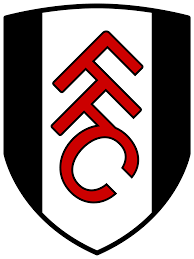
شعار نادي فولهام

ديربي غرب لندن هو الاسم الذي يطلق على مباراة كرة القدم التي تلعب بين اثنين من كل من الفرق التالية برينتفورد وتشيلسي وفولهام وكوينز بارك رينجرز، وجميعه تقع في غرب لندن.
هذا الديربي أقل بروزًا من ديربيات أخرى في كرة القدم الإنجليزية، نظرًا لأن الفرق غالبًا ما تكون في منافسات منفصلة. لم يتواجه فريقي تشيلسي وفولهام بين عامي 1986م و 2001م، ولعب برينتفورد مباراة ديربي مرتين فقط منذ عام 1950م. لم يتواجه فريقي كوينز بارك رينجرز وبرينتفورد بين عامي 1966م و 2001م، ولم يلعب كينز بارك رينجرز مع تشيلسي بين عامي 1996م و 2008م. أكثر مباراة ديربي شيوعًا بين تشيلسي وفولهام حيث لعبت 75 مرة. على النقيض من ذلك، لعب ديربي شمال لندن ما يقرب من 200 مرة، وديربي ميرسيسايد أكثر من 230 مرة. كان موسم 2011-12 هو أول فرصة لثلاثة من أندية غرب لندن لتتنافس في دوري الدرجة الأولى في نفس الموسم: تشيلسي وفولهام وكوينز بارك رينجرز.
وفقًا لمسح تنافسات كرة القدم لعام 2012، يعتبر فولهام نادي تشيلسي منافسًا رئيسيًا له، وكوينز بارك رينجرز باعتباره منافسًا ثانويًا ثم برينتفورد في المركز الثالث. اعتبر مشجعو فريق كوينز بارك رينجرز تشيلسي منافسهم الرئيسي، فولهام ثانياً، كارديف سيتي ثالثاً، برينتفورد وستوك سيتي في المركز الرابع. اختار مشجعو برينتفورد فولهام كمنافس رئيسي لهم، وكوينز بارك رينجرز كمنافس ثانوي لهم وتشيلسي كثالثهم. لم يذكر مشجعو تشيلسي اثنين من فرق غرب لندن فقط أدرجوا فولهام، وبدلاً من ذلك اختاروا أرسنال وتوتنهام هوتسبير ومانشستر يونايتد.

## ملخص

### ديربي برينتفورد vs تشيلسي
هناك القليل من التنافس بين برينتفورد وتشيلسي، ويرجع ذلك أساسًا إلى حقيقة أنهما كانا في بطولات مختلفة لأكثر من 60 عامًا. المرة الوحيدة التي شارك فيها الناديان في نفس الدرجة كانت في الدرجة الأولى القديمة بين عامي 1935م و 1947م، ولكن على الرغم من حقيقة أن كلا الناديين محليان لبعضهما البعض، إلا أنه لم يُنظر إليه على أنه تنافس كبير لأي من الجانبين وذلك بسبب أن تشيلسي كان في دوري كرة القدم لفترة أطول من فترة برينتفورد وكان لديه منافسات أقوى مع أمثال وست هام يونايتد وأرسنال وتوتنهام هوتسبير، في حين أن المنافسين الرئيسيين لبرينتفورد هم فولهام وكوينز بارك رينجرز. كما طور برينتفورد منافسة رياضية أكبر مع أرسنال خلال الثلاثينيات حيث تنافس كلا الناديين على لقب النادي الأول في لندن.
كان التشاحن الوحيد بين الناديين بعد فترة وجيزة من تأسيس تشيلسي وقبوله في دوري كرة القدم عام 1905م، فقدت أندية غرب لندن الأخرى، بما في ذلك برينتفورد، العديد من المؤيدين والمشجعين المحتملين للنادي المحترف الوحيد في المنطقة. بخلاف ذلك، كانت العلاقات بين برينتفورد وتشيلسي جيدة إلى حد ما، حتى بين الجماهير. في الواقع خلال السبعينيات كان العديد من مشجعي تشيلسي يذهبون إلى ملعب جريفين بارك إذا كان ناديهم يلعب خارج أرضه. يلعب احتياطي تشيلسي مبارياتهم في جريفين بارك، وفي بعض الأحيان تقام مباراة ودية قبل الموسم بين الناديين.
التقى برينتفورد وتشيلسي للمرة الأولى منذ 1950م في 27 يناير 2013م في مباراة الدور الرابع لكأس الاتحاد الإنجليزي في جريفين بارك والتي انتهت بالتعادل 2-2. فاز تشيلسي بمباراة الإعادة في 17 فبراير 2013م على ملعب ستامفورد بريدج 4-0.
كان آخر لقاء لهم في 28 يناير 2017م عندما فاز تشيلسي 4-0 في كأس الاتحاد الإنجليزي موسم 2016-2017 . يلعب برينتفورد في الدوري الممتاز في موسم 2021-22، وهي المرة الأولى منذ 74 عامًا. مع هبوط فولهام في الموسم السابق، سيكون هذا هو الديربي الوحيد في غرب لندن في الدوري الإنجليزي الممتاز هذا الموسم؛ سيتم استضافة هذا الديربي في ملعب برانتفورد الجديد The Bees في 16 أكتوبر 2021م، بينما سيستضيف ملعب Stamford Bridge الديربي في 2 أبريل 2022م.

### ديربي برينتفورد vs فولهام
تنافس فولهام وبرينتفورد بنفس الدرجة لفترات قليلة من تاريخهما، حيث كان التنافس أكثر شراسة خلال هبوط فولهام إلى الدوريات الدنيا في الثمانينيات وأوائل التسعينيات. تنافس الفريقان بشكل متكرر بين عشرينيات وخمسينيات القرن الماضي في مختلف أقسام دوري كرة القدم. اجتذبت هذه المباريات دائمًا حشودًا كبيرة وغالبًا ما تسببت في حدوث توتر على أرض الملعب والمدرجات. تغيرت حظوظ فولهام على أرض الملعب واستمروا في اللعب في الدوريات العليا لعدة عقود حتى التقى الفريقان بانتظام مرة أخرى من عام 1980م فصاعدًا، وهو الوقت الذي اشتد فيه التنافس. حقق فولهام لاحقًا الفوز بكأس ديربي لندن.
قضى الفريقان غالبية المواسم في نفس الدرجة حتى موسم 1997-1998 في الدرجة الثانية، والذي انتهى بهبوط برينتفورد إلى الدرجة الثالثة. على الرغم من عودة برينتفورد مباشرة إلى القسم الثاني كبطل للدرجة الثالثة في موسم 1998-99، توج فولهام بطلاً للدرجة الثانية وصعد إلى الدوري الإنجليزي الممتاز كبطل للدرجة الأولى في عام 2001م.
جمعت بطولة دوري كرة القدم موسم 2014-15 بين برينتفورد وفولهام معًا في نفس الدرجة للمرة الأولى منذ عام 1998م، بعد صعود برينتفورد من دوري الدرجة الأولى وهبوط فولهام من الدوري الإنجليزي الممتاز.
قبل اللقاء في الدوري، تم سحب الفريقين معًا في الجولة الثانية من كأس رابطة الأندية في 26 أغسطس 2014م، حيث فاز فولهام 1-0 على ملعب جريفين بارك. كان هذا أول لقاء للناديين في أي مباراة تنافسية منذ فوز فولهام 2-0 في 11 أبريل 1998م.
وشهد موسم 2019-20 آخر ديربي في جريفين بارك بين هذين الفريقين، وفاز برينتفورد 1-0.
في 4 أغسطس 2020م، التقى الفريقان في نهائي المباريات التأهيلية لدوري البطولة الإنكليزي 2020 . فاز فولهام بالمباراة 2-1 بعد وقت إضافي وتم ترقيته إلى الدوري الممتاز 2020-21 على حساب منافسه.
كان آخر لقاء جمع بينهم في ملعب Brentford Community، في دور الـ16 من كأس الاتحاد الأوروبي لكرة القدم 2020–21 . تمكن برينتفورد من الفوز 3-0، وصعد إلى ربع النهائي.

### ديربي برينتفورد vs كوينز بارك رينجرز
كما هو الحال مع فولهام، لعب برينتفورد وكوينز بارك رينجرز ضد بعضهما البعض بشكل متكرر في مسابقات الكأس المحلية وبطولات الدوري منذ تأسيس كلا الناديين. في عام 1920م، استوعب دوري كرة القدم العديد من الأندية من دوري كرة القدم الجنوبي، بما في ذلك برينتفورد وكوينز بارك رينجرز، الذين تنافسا في دوري الدرجة الثالثة القديم (الجنوبي) بانتظام في عشرينيات القرن الماضي، حتى صعود برينتفورد إلى الدوريات في الثلاثينيات. بعد الحرب العالمية الثانية، أمضوا عمليًا كل موسم في نفس الدرجة على مدار العشرين عامًا التالية. في ذلك الوقت، كانت المباراة بينهما أهم مباراة لكل جانب في الموسم وجذبت دائمًا حشدًا كبيرًا من الجماهير. ومع ذلك، في عام 1966م، على الرغم من فوز برينتفورد في اليوم الافتتاحي 6-1 على منافسه المحلي، فقد هبط في نهاية المطاف بينما تم ترقية كوينز بارك رينجرز إلى الدوريات العليا.
المشاعر السيئة بين الناديين ليست متعلقة بالمكان فقط. ففي عام 1967م حاول كوينز بارك رينجرز الاستحواذ على برينتفورد، مما أدى إلى انتقال كوينز بارك رينجرز إلى ملعب Griffin Park وإزالة فريق برانتفورد من الوجود. انتشرت القصة بشكل سيئ في الصحافة اللندنية لكن أنصار برينتفورد احتشدوا لإنقاذ ناديهم. منذ ذلك الحين أصبحت العلاقات بين الناديين سيئة. استؤنف التنافس في عام 2001 واستمر لعدة مواسم حتى تم تصعيد كوينز بارك رينجرز. خلال هذا الوقت اشتدت المنافسة عندما غادر لاعب برينتفورد مارتن رولاندز للانضمام إلى كوينز بارك رينجرز. ثم قام بتقبيل شارته في عدة مناسبات أمام دعم برينتفورد عندما التقى الجانبان في عام 2003م في لوفتوس رود.
كان آخر لقاء بين برينتفورد وكوينز بارك رينجرز في عام 2021م، حيث فاز فريق كوينز بارك رينجرز 2-1 في لوفتوس رود في 17 فبراير 2021م.

### ديربي تشيلسي vs فولهام

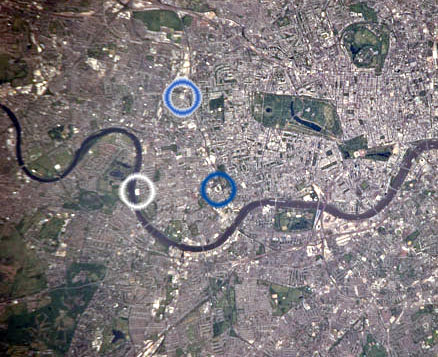
قلة من فرق كرة القدم الإنجليزية قريبة جغرافياً من جيرانها مثل فولهام وتشيلسي. تُظهر هذه الصورة الملتقطة عبر الأقمار الصناعية لغرب لندن ملاعب كرافن كوتيج (محاط بدائرة باللون الأبيض) وفولهام وستامفورد بريدج (باللون الأزرق)، على بعد 2.2 كم فقط. يظهر ملعب لوفتس رود الخاص بـ كوينز بارك رينجرز أيضًا في الشمال (باللون الأزرق باللون الأبيض). تقع أرضية ملعب برينتفورد خلف يسار (غرب) صورة القمر الصناعي، فوق المنعطف في نهر التايمز.

على عكس العديد من المنافسات في كرة القدم الإنجليزية، مثل ديربي شمال لندن وديربي ميرسيسايد، قضى تشيلسي وفولهام الكثير من الوقت في دوريات منفصلة - بين عامي 1968م و 2001م كان الفريقان في نفس الدرجة خمس مرات فقط - ونادراً ما كانن متنافسين على الألقاب الكبرى أو لعبا في مباريات رفيعة المستوى. وقد حد هذا بشكل كبير من نطاق تطوير المنافسة وساعد في الواقع على إضعافها.
في عام 1904م، اتصل رجل الأعمال جوس ميرز برئيس نادي فولهام هنري نوريس بشأن نقل النادي من ملعبه في كرافن كوتيدج إلى ملعب ستامفورد بريدج المجاور في فولهام رود، والذي استحوذ عليه مؤخرًا. نوريس رفض ذلك وتطور الأمر إللا نزاع حول الإيجار. نتيجة لذلك، شكل ميرز ناديه الخاص للاستحواذ غلى أرض الملعب وهو تشيلسي. وهكذا كان لفولهام دور غير مباشر في تأسيس تشيلسي. كما أكد أنه على الرغم من اسم تشيلسي، كان هناك فريقان في فولهام بورو . القرب الجغرافي للفرق هو أساس التنافس، وليس لأسباب دينية أو سياسية، كما هو الحال مع ديربيات أخرى.
أقيمت المباراة التنافسية الأولى بين الفريقين في 3 ديسمبر 1910م في الدرجة الثانية بحشد من 35000 في كرافن كوتيدج ليشاهدوا فولهام يفوز 1-0. يمكن القول إن ذروة التنافس كانت خلال سنوات ما بين الحربين وبعد ذلك بقليل، عندما كانت المباريات بين الجانبين دائمًا من بين الأكثر شعبية (والأكثر حضورًا) في الدوريات. في حين أن كلا الفريقين لم ينجحا إلى حد كبير حتى الستينيات، إلا أنهما انفصلا منذ ذلك الحين وتراجعت أهمية المباريات بينهما في المقابل. تمتع تشيلسي بفترات ناجحة خلال الستينيات والسبعينيات، ومرة أخرى من منتصف التسعينيات حتى يومنا هذا، بينما قضى فولهام معظم تلك الفترة في الأقسام الدنيا من دوري كرة القدم. لذلك عندما التقى تشيلسي وفولهام في مباريات الدوري في السبعينيات والثمانينيات، كان الحضور دائمًا من بين أعلى المعدلات خلال الموسم، بسبب عدم وجود مباريات منتظمة غالبًا ما يجعل الديربي متوقعًا بشغف أكبر.
أدى انخفاض عدد المواجهات إلى اهتمام مشجعي تشيلسي بتنافسهم مع فرق أخرى، لا سيما نادي ليدز يونايتد، وأندية أخرى في لندن مثل توتنهام هوتسبير وأرسنال. شكل فولهام أيضًا منافسات مع فرق أخرى من لندن مثل برينتفورد وكوينز بارك رينجرز. كل هذا قلل من شهرة ديربي غرب لندن. عاد فولهام إلى الدرجة الأولى في عام 2001م، مما وضع الناديين في نفس الدرجة لأول مرة منذ موسم 1983-84 .
في 19 مارس 2006م، فاز فولهام على تشيلسي 1-0 لأول مرة منذ 27 عامًا بهدف من لويس بوا مورتي. المباراة شابها الجدل ومشاكل بين الجماهير ويمكن القول إنها أعادت إحياء الديربي إلى حد ما. انتقم تشيلسي من هذه الهزيمة في 23 سبتمبر بفوزه 2-0 على ملعب كريفن كوتيج، حيث سجل فرانك لامبارد مرتين. لحسن الحظ كان هناك القليل من المشاكل قبل وبعد المباراة، بسبب دعوات الهدوء من المديرين واللاعبين في كلا الناديين ووجود الشرطة بشكل أعلى بكثير من المعتاد، لردع المشجعين من دخول الملعب بعد المباراة. كانت المباراتان الأخيرتان اللتان ستُلعبان على ملعب ستامفورد بريدج بشكل متقارب. في 30 ديسمبر / كانون الأول 2006م، تعادلا 2–2، حيث سجل كارلوس بوكانيغرا هدف التعادل المتأخر لفولهام (في وقت سابق من المباراة، سجل موريتز فولز الهدف رقم 15000 في تاريخ الدوري الإنجليزي الممتاز. في 29 سبتمبر 2007، انتهت المباراة بالتعادل 0-0. وكان هذا التعادل هو أول ديربي يلعبه أفرام جرانت في غرب لندن وخلال تدريب تشيلسي، والشيء نفسه بالنسبة لـلوري سانشيز من فولهام. خلال موسم 2008-09، فاز تشيلسي على فولهام 3-1 تحت قيادة جوس هيدينك بأهداف نيكولاس أنيلكا وفلوران مالودا وديدييه دروجبا، وجاء هدف أنيلكا بعد 51 ثانية فقط. في موسم 2009-10، هزم تشيلسي فولهام في ملعب كرافن كوتيج بنتيجة 2-0 بفضل أهداف ديدييه دروجبا ونيكولاس أنيلكا. وكان الفوز هو أول ديربي لكارلو أنشيلوتي في لندن. في موسم 2011-12، تعادل كلا الفريقين في مباريات الذهاب والإياب. في موسم 2012-13، تعادل الفريقان 0-0 على ملعب ستامفورد بريدج، وفاز تشيلسي بمباراة الإياب 3-0 خارج ملعبه على أرضية كرافن كوتيدج. فاز تشيلسي بالمباراة على أرضه 2-0 بهدفين من أوسكار وميكيل جون أوبي في 21 سبتمبر 2013م. في 1 مارس 2013م، فاز تشيلسي بنتيجة 3-1 على ملعب كرافن كوتيج حيث سجل أندريه شورله ثلاثية مع تشيلسي. احتل فولهام المركز التاسع عشر في نهاية موسم الدوري الإنجليزي الممتاز 2013-14، وهبط إلى بطولة دوري كرة القدم لموسم 2014-15، مما يعني أن الفريقين سيجلسان في درجات مختلفة مرة أخرى بعد 13 عامًا في نفس الدرجة.
كانت آخر نتيجة لهم في 1 مايو 2021م عندما هزم تشيلسي فولهام 2-0 في ملعب ستامفورد بريدج في إحدى مباريات الدوري الإنجليزي.

### ديربي تشيلسي vs كوينز بارك رينجرز
على الرغم من كون كوينز بارك رينجرز عضوًا في دوري كرة القدم منذ عام 1920م، إلا أن الفريقين لم يلتقيا في مباراة تنافسية حتى موسم 1968-1969، عندما ظهر رينجرز لأول مرة في دوري الدرجة الأولى. بشكل عام، لا يعتبر تشيلسي منافسًا لـكوينز بارك رينجرز نظرًا لاختلاف حجم الناديين وكوينز بارك رينجرز لا يسبب له أي ضرر بأي شكل من الأشكال. جرت مباراتهم الأولى في 14 سبتمبر 1968م حيث فاز تشيلسي 4-0. منذ ذلك الحين التقى الفريقان 45 مرة مما جعله أكثر ديربي في غرب لندن شيوعًا منذ الستينيات. تطور التنافس بين الأندية في الستينيات والسبعينيات من القرن الماضي عندما كان كلاهما يلعبان في دوري الدرجة الأولى ويتنافسان ليكونا من بين أفضل الفرق في لندن، حيث فاز تشيلسي بكأس الاتحاد الإنجليزي وكأس الكؤوس وكأس الرابطة، وفاز رينجرز بكأس رابطة الأندية الإنجليزية. واحتل مركز وصيف الدوري بفارق نقطة واحدة.
كانت المباراة المفضلة للعديد من مشجعي فريق كوينز بارك رينجرز ضد تشيلسي هي الفوز 6-0 في عيد الفصح عام 1986م. احتل تشيلسي المركز الثاني في جدول الدوري في ذلك الوقت، وكانت تلك نتيجة نهاية تنافسهم على اللقب. خلال هذه الفترة، كانت الأندية متكافئة نسبيًا، على الرغم من أن تشيلسي كان يُعتبر دائمًا النادي الأكبر، حيث كان كلاهما يهبط أحيانًا إلى الدرجة الثانية في أواخر السبعينيات وأوائل الثمانينيات، لذلك التقيا في كل موسم تقريبًا. التقى الفريقان في مباراة تنافسية لأول مرة منذ عام 1996م عندما سحبت القرعة لمواجهة بعضهما البعض في الدور الثالث لكأس الاتحاد الإنجليزي في 5 يناير 2008م. فاز تشيلسي 1-0 بفضل هدف ذاتي عن طريق لي كامب في الشوط الأول.
في الآونة الأخيرة، أصبح تشيلسي أحد أقوى الفرق المهيمنة في الكرة الإنجليزية، بينما كان فريق كوينز بارك رينجرز في الدرجة الثانية لكرة القدم الإنجليزية لسنوات عديدة. تم الحفاظ على الروابط بين الناديين من خلال العديد من اللاعبين المعارين. انضم اثنان من أفضل لاعبي فريق الشباب في تشيلسي إلى كوينز بارك رينجرز على سبيل الإعارة لموسم 2006-07 . هؤلاء اللاعبون هم جيمي سميث ومايكل مانسين. جدد مانسين إعارته لموسم 2007–08.
تنافس كوينز بارك رينجرز وتشيلسي في مباراتين وديتين في القرن الجديد. كان آخرها في عام 2003م عندما سحق تشيلسي فريق أساطير كوينز بارك رينجرز 7-0. في 28 يوليو 2001 فاجأ كوينز بارك رينجرز تشكيلة الـ 50 مليون جنيهًا إسترلينيًا لتشيلسي بفوزهم 3-1. أهدى Jesper Grønkjær تشيلسي التقدم في الشوط الأول، لكن كوينز بارك رينجرز سجل على هدف التعادل عن طريق Leroy Griffiths ثم تقدم من تسديدة بعيدة المدى بواسطة Karl Connolly . وأكد نادي كوينز بارك رينجرز الفوز عندما سجل جافين بيكوك، لاعب تشيلسي السابق أيضًا، هدفًا متأخرًا.
بعد شراء الملياردير الروسي رومان أبراموفيتش نادي تشيلسي، تلقى كوينز بارك رينجرز استثمارات من فلافيو برياتور، بيرني إيكلستون ولاكشمي ميتال. حقيقة أن عائلة ميتال، التي تمتلك حصة 20٪ من أسهم النادي، تشتهر بأنها أغنى بخمس مرات من أبراموفيتش، مما جعل مشجعي نادي كوينز بارك رينجرز يطلقون على أنفسهم أغنى ناد في العالم.
في 30 أغسطس 2009م، وضعت القرعة تشيلسي ضد كوينز بارك رينجرز في الجولة الثالثة من كأس رابطة كرة القدم موسم 2009-10،  والتي شهدت فوز تشيلسي بالمباراة 1-0 بفضل هدف سالومون كالو.
في 23 أكتوبر 2011م، خسر تشيلسي 1-0 أمام كوينز بارك رينجرز الصاعد حديثًا في أول مباراة في الدوري الممتاز بين الجانبين منذ عام 1996م. في مواجهة متوترة اشتبك اللاعبون في عدة مناسبات، حيث تم حجز تسعة لاعبين من تشيلسي واثنين من كوينز بارك رينجرز، وتم طرد لاعب تشيلسي خوسيه بوسينجوا وديدييه دروجبا. سجل Heiðar Helguson الهدف الوحيد في المباراة من ركلة جزاء. غرم اتحاد كرة القدم فيما بعد مدير تشيلسي أندريه فيلاس بوا لانتقاده أداء الحكم كريس فوي، لأنه صرح بأن العديد من القرارات الكبيرة التي تم اتخاذها كانت غير صحيحة. تم تغريم تشيلسي 20000 جنيه إسترليني من قبل الاتحاد الإنجليزي لعدم تحكمه في لاعبيه، الذين حصلوا على عدد قياسي من الإنذارات في مباراة واحدة في الدوري الإنجليزي الممتاز، وتم تغريم مديرهم 12000 جنيه إسترليني بسبب تعليقاته على الحكم بالإضافة إلى تحذيره من تكرار هذا السلوك في المستقبل. في أعقاب المباراة نُشر مقطع فيديو على موقع يوتيوب يُظهر قائد فريق تشيلسي وإنجلترا جون تيري أنه يسيء عنصريًا إلى أنطون فرديناند، حيث تم اتهامه بارتكاب مخالفة عنصرية تتعلق بالنظام العام. ثم وضعت القرعة تشيلسي مرة أخرى بمواجهة كوينز بارك رينجرز في كأس الاتحاد الإنجليزي، حيث فاز 1-0 على ملعب لوفتوس رود بفضل ركلة جزاء خوان ماتا.
في 29 أبريل 2012م، انتقم تشيلسي من كوينز بارك رينجرز في مباراة الدوري بفوز لا يرحم بنتيجة 6-1، حيث تم تسجيل أربعة أهداف في أول 25 دقيقة. أصبح فرناندو توريس أول لاعب منذ أكثر من 20 عامًا يسجل ثلاثية في ديربي غرب لندن. ومع ذلك كان كوينز بارك رينجرزهو من ضحك آخر مرة. بعد تعادلهم مع تشيلسي 0-0 في لوفتوس رود في 15 سبتمبر 2012م، استطاعوا الفوز على تشيلسي 1-0 في مباراة الإياب في 2 يناير 2013م في ستامفورد بريدج، حيث جاء الهدف من لاعب تشيلسي السابق شون رايت فيليبس، منهياً انتظارًا دام 30 عامًا للفوز في ملعب ستامفورد بريدج. أنهى كوينز بارك رينجرزموسم الدوري الممتاز 2012-13 في المركز الأخير، وهبط إلى البطولة. تمت تصعيدهم إلى الدوري الممتاز مرة أخرى لموسم 2014-15 بعد فوزهم في 2014 نهائي دوري كرة القدم النهائي 1-0 ضد ديربي كاونتي في ملعب ويمبلي في 24 مايو 2014م. في 12 أبريل 2015م فاز تشيلسي على كوينز بارك رينجرز 0-1 وسجل سيسك فابريجاس الهدف في الدقيقة 88. هذا جعل تشيلسي يتقدم سبع نقاط على قمة الجدول متقدما على آرسنال. فيما بقي كوينز بارك رينجرز في منطقة الهبوط على بعد نقطتين من منطقة الأمان.

### ديربي فولهام vs كوينز بارك رينجرز
تعود أصول التنافس بين فولهام وكوينز بارك رينجرز إلى ما قبل نشأة تشيلسي. في عام 1892م التقى الفريقان في Kensal Rise للعب في نهائي كأس غرب لندن. فاز فريق كوينز بارك رينجرزبنتيجة 3-2 وفاز بأول قطعة من الألقاب. في المواسم القليلة التالية واصل كوينز بارك رينجرز الفوز بالكأس، بينما فاز فولهام بدوري غرب لندن . لكن في الآونة الأخيرة، لم تكن مباريات ديربي كوينز بارك رينجر وفولهام شائعة حيث كان كلا الفريقين في منافسات مختلفة في جميع المواسم باستثناء موسمين منذ انطلاق الدوري الإنجليزي الممتاز لأول مرة في عام 1992م. نظرًا لأن الناديين متشابهين جدًا من حيث الحجم والتاريخ وقاعدة المعجبين، فإن الديربي يكون في بعض الأحيان أكثر شراسة وتنافسية من نظيره ضد تشيلسي، مما يؤدي أحيانًا إلى حالات من شغب الجماهير مثل الشغب بين المشجعين في عام 1999م.
من عام 2002م حتى عام 2004م، كان كل من كوينز بارك رينجرز وفولهام أقرب مما كان عليه في أي وقت مضى عندما تشارك كوينز بارك رينجرز وفولهام أرضية ملعب لوفتوس رود بينما كان يتم إعادة تطوير ملعب كرافتن كوتيج. أضاف هذا المزيد من الإثارة إلى الديربي الذي تعادلا فيه خلال مباراتهما في الكأس، خاصة وأن فريق كوينز بارك رينجرز هو الفريق الضيف على أرضهم.
انتهت المباريات خلال موسم 2000-01 بالفوز بنتيجة 2-0 لفولهام. شهدت المباراة في لوفتوس رود إصابة ريتشارد لانجلي وكلارك كارلايل - اثنان من أفضل لاعبي فريق كوينز بارك رينجرز - بإصابات خطيرة في المباراة أبعدتهما لمدة 18 شهرًا بسبب إصابات في الرباط الصليبي. كان هذا سبباً رئيسياً لهبوط كوينز بارك رينجرز إلى الدرجة الثالثة لأول مرة منذ 34 عامًا.
تمت ترقية كوينز بارك رينجرز إلى الدوري الإنجليزي الممتاز لموسم 2011-12، مما يعني أن الديربي سيقام لأول مرة منذ أكثر من عشر سنوات وفي الدوري الممتاز للمرة الأولى. انتهت المباراة بفوز فولهام 6-0، حيث سجل أندي جونسون ثلاثية. 
من المؤكد أن مباراة الإياب بين الفريقين ستشعل التنافس حيث أصبح فريق كوينز بارك رينجرز مؤخرًا تحت قيادة الدرب مارك هيوز، الذي كان مديرًا لفولهام في الموسم السابق وغادر في ظل ظروف مثيرة للجدل، مشيرًا إلى افتقار النادي إلى الطموح والمكانة. مع انتقال بوبي زامورا المثير للجدل في اللحظة الأخيرة إلى الهوبز، في نهاية فترة الانتقالات في يناير، كانت عودة فولهام الأولى إلى أرضهم المؤقتة أمرًا حارًا. تم طرد سامبا دياكيتي في الشوط الأول، وسجل بديل زامورا،بافل بوغريبنياك، الهدف الوحيد في المباراة، مما يعني أن فولهام قد حقق ثنائية على كوينز بارك رينجرز في الدوري. في الموسم التالي، كان رينجرز في حالة سيئة دون تحقيق فوز في سبعة عشر مباراة وكان في طريقه إلى الهبوط. عندما التقى الفريقان في 15 ديسمبر 2012م في لوفتوس رود، كان عادل تعرابت هو الذي قاد الهوبز لتحقيق أول فوز لهم ذلك الموسم على منافسه اللدود في انتصار قوي 2-1. فاز فولهام بمباراة الإياب 3-2 عندما التقى الفريقان في 1 أبريل 2013م في كرافن كوتيج. في موسم 2015-16، التقى الفريقان مرة أخرى في دوري البطولة، وفاز فولهام بشكل مقنع في المباراتين، في كلتا الحالتين كانت النتيجة 3-0 قبل نهاية الشوط الأول.
في موسم 2019-20، لعب الفريقان في نفس الدرجة مرة أخرى منذ هبوط فولهام بعد احتلاله المركز التاسع عشر في الدوري الإنجليزي الممتاز. ومع ذلك، في نهاية الموسم، تمت تصعيد فولهام مرة أخرى إلى الدوري الممتاز بعد أن احتل المركز الرابع في الجدول وفاز بنهائي البطولة .
وكان آخر لقاء بينهما هو فوز فولهام بنتيجة 2-0 على ملعب لوفتوس رود في 9 يناير 2021م في الدور الثالث لكأس الاتحاد الإنجليزي.

## النتائج

### النتائج المجمعة
|                   | لعب | فاز | تعادل | خسر | أهداف له | أهداف عليه | نسبة الفوز |
| ----------------- | --- | --- | ----- | --- | -------- | ---------- | ---------- |
| برينتفورد         | 129 | 42  | 39    | 48  | 177      | 173        | 33٪        |
| تشيلسي            | 138 | 70  | 41    | 27  | 204      | 142        | 50٪        |
| فولهام            | 160 | 43  | 43    | 74  | 182      | 232        | 26٪        |
| كوينز بارك رينجرز | 145 | 47  | 45    | 53  | 183      | 199        | 32٪        |
| المجموع           | 572 | 202 | 168   | 202 | 746      | 746        |            |

### برينتفورد vs تشيلسي
|                       | لعب | فوز برينتفورد | تعادل | فوز تشيلسي | أهداف برينتفورد | أهداف تشيلسي |
| --------------------- | --- | ------------- | ----- | ---------- | --------------- | ------------ |
| الدوري                | 11  | 4             | 1     | 6          | 13              | 15           |
| كأس الاتحاد الإنجليزي | 3   | 0             | 1     | 2          | 2               | 10           |
| المجموع               | 14  | 4             | 2     | 8          | 15              | 25           |

#### آخر نتيجتين
| الملعب                   | تاريخ           | مسابقة                | تشيلسي | برينتفورد |
| ------------------------ | --------------- | --------------------- | ------ | --------- |
| ملعب برينتفورد كوميونيتي | 16 أكتوبر 2021م | الدوري الممتاز        | 1      | 0         |
| ستامفورد بريدج           | 28 يناير 2017م  | كأس الاتحاد الإنجليزي | 4      | 0         |

### برينتفورد vs وفولهام
|                       | لعب | فوز برينتفورد | تعادل | فوز فولهام | أهداف برينتفورد | أهداف فولهام |
| --------------------- | --- | ------------- | ----- | ---------- | --------------- | ------------ |
| الدوري                | 53  | 19            | 15    | 19         | 72              | 68           |
| كأس الاتحاد الإنجليزي | 2   | 1             | 0     | 1          | 3               | 2            |
| كأس الدوري            | 5   | 3             | 1     | 1          | 7               | 3            |
| كأس دوري كرة القدم    | 3   | 1             | 1     | 1          | 2               | 3            |
| المجموع               | 63  | 24            | 17    | 22         | 84              | 76           |

#### آخر نتيجتين
| الملعب                   | التاريخ        | المسابقة                                     | برينتفورد | فولهام |
| ------------------------ | -------------- | -------------------------------------------- | --------- | ------ |
| ملعب برينتفورد كوميونيتي | 1 أكتوبر 2020م | كأس EFL                                      | 3         | 0      |
| ملعب ويمبلي              | 4 أغسطس 2020م  | نهائي المباريات التأهيلية لدوري البطولة 2020 | 1         | 2      |

### برينتفورد vs كوينز بارك رينجرز
|                       | لعب | فوزبرينتفورد | تعادل | فوز كوينز بارك رينجرز | أهداف برينتفورد | أهداف كوينز بارك رينجرز |
| --------------------- | --- | ------------ | ----- | --------------------- | --------------- | ----------------------- |
| الدوري                | 78  | 30           | 24    | 24                    | 106             | 94                      |
| كأس الاتحاد الإنجليزي | 3   | 2            | 1     | 0                     | 6               | 2                       |
| كأس الدوري            | 1   | 1            | 0     | 0                     | 4               | 1                       |
| المجموع               | 82  | 33           | 25    | 24                    | 116             | 97                      |

#### آخر نتيجتين
| المكان                   | التاريخ         | المسابقة                | برينتفورد | كوينز بارك رينجرز |
| ------------------------ | --------------- | ----------------------- | --------- | ----------------- |
| لوفتوس رود               | 17 فبراير 2021م | دوري البطولة الإنجليزية | 1         | 2                 |
| ملعب برينتفورد كوميونيتي | 27 نوفمبر 2020م | دوري البطولة الإنجليزية | 2         | 1                 |

### تشيلسي vs فولهام
|                       | لعب | فوز تشيلسي | تعادل | فوز فولهام | أهداف تشيلسي | أهداف فولهام |
| --------------------- | --- | ---------- | ----- | ---------- | ------------ | ------------ |
| الدوري                | 71  | 42         | 22    | 7          | 118          | 60           |
| كأس الاتحاد الإنجليزي | 6   | 2          | 2     | 2          | 7            | 7            |
| كأس الدوري            | 3   | 2          | 1     | 0          | 4            | 2            |
| المجموع               | 79  | 45         | 25    | 9          | 128          | 69           |

#### آخر نتيجتين
| المكان         | التاريخ        | المسابقة       | تشيلسي | فولهام |
| -------------- | -------------- | -------------- | ------ | ------ |
| ستامفورد بريدج | 1 مايو 2021م   | الدوري الممتاز | 2      | 0      |
| كرافن كوتيج    | 16 يناير 2021م | الدوري الممتاز | 1      | 0      |

### تشيلسي vs كوينز بارك رينجرز
|                       | لعب | فوز تشيلسي | تعادل | فوز كوينز بارك رينجرز | أهداف تشيلسي | أهداف كوينز بارك رينجرز |
| --------------------- | --- | ---------- | ----- | --------------------- | ------------ | ----------------------- |
| الدوري                | 44  | 15         | 16    | 13                    | 58           | 56                      |
| كأس الاتحاد الإنجليزي | 6   | 4          | 1     | 1                     | 8            | 4                       |
| كأس الدوري            | 3   | 1          | 1     | 1                     | 2            | 3                       |
| المجموع               | 53  | 20         | 18    | 15                    | 68           | 63                      |

#### آخر نتيجتين
| المكان         | التاريخ        | المسابقة       | تشيلسي | كوينز بارك رينجرز |
| -------------- | -------------- | -------------- | ------ | ----------------- |
| لوفتس رود      | 12 أبريل 2015م | الدوري الممتاز | 1      | 0                 |
| ستامفورد بريدج | 1 نوفمبر 2014م | الدوري الممتاز | 2      | 1                 |

### فولهام vs كوينز بارك رينجرز
|                       | لعب | فوز فولهام | تعادل | فوز كوينز بارك رينجرز | أهداف فولهام | أهداف كوينز بارك رينجرز |
| --------------------- | --- | ---------- | ----- | --------------------- | ------------ | ----------------------- |
| الدوري                | 35  | 15         | 6     | 14                    | 55           | 43                      |
| كأس الاتحاد الإنجليزي | 5   | 4          | 1     | 0                     | 8            | 2                       |
| كأس الدوري            | 1   | 1          | 0     | 0                     | 2            | 0                       |
| المجموع               | 41  | 20         | 7     | 14                    | 65           | 45                      |

#### آخر نتيجتين
| المكان      | التاريخ         | المسابقة                | فولهام | كوينز بارك رينجرز |
| ----------- | --------------- | ----------------------- | ------ | ----------------- |
| بيت معدوم   | 16 أكتوبر 2021م | دوري البطولة الإنجليزية | 4      | 1                 |
| طريق لوفتوس | 9 يناير 2021م   | كأس الاتحاد الإنجليزي   | 2      | 0                 |

## تخطي الانقسام
قائمة باللاعبين الذين لعبوا أو تمكنوا من تدريب اثنين على الأقل من برينتفورد وتشيلسي وفولهام وكوين باركليز بارك.

### برينتفورد وكوينز بارك رينجرز
- مارتن ألين - لعب في كوينز بارك رينجر، وتولى تدريب برينتفورد.
- هربرت أشفورد - برينتفورد أولاً، ثم كوينز بارك رينجرز. ولد في فولهام.
- يوان باربيت - أولاً برينتفورد، ثم كوينز بارك رينجرز.
- جيك بيدويل - برينتفورد أولاً، ثم كوينز بارك رينجرز.
- ماركوس بين - أولاً كوينز بارك رينجرز، ثم برينتفورد.
- جيمس بيلينجهام - أولاً كوينز بارك رينجرز، ثم برينتفورد.
- جراهام بنستيد - أولاَ كوينز بارك رينجرز، ثم برينتفورد.
- جورج بريستو - برينتفورد أولاً، ثم كوينز بارك رينجرز.
- نيكي بول - أولاً كوينز بارك رينجرز، ثم برينتفورد.
- ستيف بورك - معاراَ إلى برينتفورد.
- جاكي بيرنز - أولاً كوينز بارك رينجرز، ثم برينتفورد.
- تومي كاين - أولاً كوينز بارك رينجرز، ثم برينتفورد.
- دي جي كامبل - برينتفورد أولاً، ثم كوينز بارك رينجرز.
- تومي شيثام - أولاً لبرينتفورد، ثم كوينز بارك رينجرز.
- غاري كوبر - معار إلى برينتفورد.
- ويلي كروس - أولاً كوينز بارك رينجرز، ثم برينتفورد.
- جون دوكيرتي - برينتفورد أولاً، ثم كوينز بارك رينجرز.
- فريد دورانت - برينتفورد أولاً، ثم كوينز بارك رينجرز.
- جاك دورستون - أولاَ كوينز بارك رينجرز، ثم برينتفورد.
- لويد إيفانز - أولاَ كوينز بارك رينجرز، ثم برينتفورد.
- ديف يوينغ - برينتفورد أولاً، ثم كوينز بارك رينجرز.
- ليس فرديناند - معاراً لبرينتفورد.
- مارك فليمنج - أولاً كوينز بارك رينجرز، ثم برينتفورد.
- جورج فرانسيس - أولاً لبرينتفورد، ثم كوينز بارك رينجر والعودة إلى برينتفورد.
- آلان جلوفر - أولاً فريق كوينز بارك رينجرز، أُعير إلى برينتفورد من قبل وست بروميتش ألبيون، ثم وقع بشكل دائم بعد ذلك بعامين.
- إيان هولواي - برينتفورد أولاً، ثم كوينز بارك رينجرز. تمكنت فيما بعد كوينز بارك رينجرز.
- مارك هيل - أولاً كوينز بارك رينجرز، ثم برينتفورد.
- بيل كيتش - أولاَ كوينز بارك رينجرز، ثم برينتفورد.
- جيم لانجلي - برينتفورد أولاً، ثم كوينز بارك رينجرز.
- مارك لازاروس - فترتان في كوينز بارك رينجرز، إلى برينتفورد والعودة إلى كوينز بارك رينجرز.
- بيلي ماك آدامز - أولاً برينتفورد، ثم كوينز بارك رينجرز.
- أندرو ماكولوتش - أولاً لـ كوينز بارك رينجرز، ثم برينتفورد.
- توم ماكجفرن - برينتفورد أولاً، ثم كوينز بارك رينجرز.
- جورج ماكليود - برينتفورد أولاً، ثم كوينز بارك رينجرز.
- توماس ماكنزي - أولاً برينتفورد، ثم كوينز بارك رينجرز.
- أرشي ميتشل - أولاَ كوينز بارك رينجرز، ثم برينتفورد.
- سام موريس - أولاَ كوينز بارك رينجرز، ثم برينتفورد.
- ديني موندي - أول كوينز بارك رينجرز، ثم برينتفورد.
- ريتشارد باكيت - أولاً كوينز بارك رينجرز، ثم برينتفورد.
- جون بيرسون - أولاً لبرينتفورد، ثم كوينز بارك رينجرز.
- إدوارد برايس - برينتفورد أولاً، ثم كوينز بارك رينجرز.
- بيل بوينتون - أول كوينز بارك رينجرز، ثم برينتفورد.
- كيث بريتشيت - أولاَ كوينز بارك رينجرز، ثم برينتفورد.
- مارتن رولاندز - برينتفورد أولاً، ثم كوينز بارك رينجرز، ثم قائد فريق كوينز بارك رينجرز.
- هاري سولت - أولاَ كوينز بارك رينجرز، ثم برينتفورد.
- كيني سانسوم - أولاً كوينز بارك رينجرز، ثم برينتفورد.
- توماس شافلبوثام - برينتفورد أولاً، ثم كوينز بارك رينجرز.
- باري سيلكمان - برينتفورد أولاً، ثم كوينز بارك رينجرز.
- هنري سيمونز - برينتفورد أولاً، ثم كوينز بارك رينجرز.
- آندي سينتون - برينتفورد أولاً، ثم كوينز بارك رينجرز.
- ستيف سليد - معار لبرينتفورد.
- جورج سميث - أولاً لبرينتفورد، ثم كوينز بارك رينجرز.
- إيان ستيوارت - أولاً لـ كوينز بارك رينجرز، ثم تمت إعارته إلى برينتفورد من بورتسموث.
- جورج ستيوارت - أولاً لبرينتفورد، ثم كوينز بارك رينجرز.
- نايجل سميث - أولاً لـ كوينز بارك رينجرز، ثم برينتفورد.
- سيدني سوجدين - أولاَ كوينز بارك رينجرز، ثم برينتفورد.
- جوردون سويتزر - أولاَ كوينز بارك رينجرز، ثم تعاويذتين مع برينتفورد.
- ستيفن توم - أولاَ كوينز بارك رينجرز، ثم برينتفورد.
- أبراج جيم - أولاً لبرينتفورد، ثم كوينز بارك رينجرز.
- روان فاين - معاراَ لبرينتفورد من بورتسموث، ثم وقع بشكل دائم في كوينز بارك رينجرز. معاراَ إلى برينتفورد من قبل كوينز بارك رينجرز.
- مارك واربورتون - درب برينتفورد أولاً، ثم قاد كوينز بارك رينجرز.
- بيلي ينسون - أولاَ كوينز بارك رينجرز، ثم برينتفورد.
- بيرت يونغ - أولاً لبرينتفورد، ثم كوينز بارك رينجرز.

### برينتفورد وفولهام
- رالف ألين - فولهام أولاً، ثم برينتفورد.
- جورج بيرترام - فولهام أولاً، ثم برينتفورد.
- بول بروكر - فولهام أولاً، ثم برينتفورد.
- واين براون - معاراَ لبرينتفورد.
- ديفيد باتون - أولاً برينتفورد، ثم فولهام
- ديف كارلتون - فولهام أولاً، ثم برينتفورد.
- روجر كروس - برينتفورد أولاً، ثم كوينز بارك رينجرز والعودة إلى برينتفورد.
- داني كوليب - فولهام أولاً، ثم برينتفورد.
- بيل دودجين جونيور - لعب مع فولهام وتولى تدريبه، ثم درب برينتفورد.
- موريس إديلستون - فولهام أولاً، ثم برينتفورد.
- هاري فليتشر - فولهام أولاً، ثم برينتفورد.
- جون فريزر - أولاً لفولهام، ثم برينتفورد.
- دارين فريمان - أولاً لفولهام، ثم برينتفورد.
- توم جارنيش - برينتفورد أولاً، ثم فولهام.
- ليونارد جيرد - فولهام أولاً، ثم برينتفورد.
- إليس جرين - برينتفورد أولاً، ثم فولهام.
- توم جارنيش - برينتفورد أولاً، ثم فولهام.
- كيلي هاج - برينتفورد أولاً، ثم فولهام.
- جيمي هيل - برينتفورد أولاً، ثم فولهام.
- جوس هيردل - فولهام أولاً، ثم برينتفورد.
- تيري هيرلوك - برينتفورد أولاً، ثم فولهام.
- فرانسيس جوزيف - برينتفورد أولاً، ثم فولهام.
- جونيور لويس - في البداية تلميذ في برينتفورد، ثم فولهام والعودة إلى برينتفورد.
- أرشي ماكولاي - برينتفورد أولاً، ثم فولهام.
- توني ماهوني - فولهام أولاً، ثم برينتفورد.
- جون ماكورت - برينتفورد أولاً، ثم فولهام.
- روبرت ميلسوم - معار إلى برينتفورد.
- فرانك موراد - فولهام أولاً، ثم برينتفورد.
- آبي موريس - فولهام أولاً، ثم برينتفورد.
- برنارد نيوكومب - فولهام أولاً، ثم برينتفورد.
- فريد نيد - برينتفورد أولاً، ثم فولهام.
- تريفور بورتر - فولهام أولاً، ثم برينتفورد.
- دارين براتلي - معار لبرينتفورد مرتين.
- جوني برايس - برينتفورد أولاً، ثم فولهام.
- بول بريدي - فولهام أولاً، ثم ثلاث فترات مع برينتفورد.
- دينيس رامبلينج - فولهام أولاً، ثم برينتفورد.
- بيرتي روزير - برينتفورد أولاً، ثم فولهام.
- جون ريتشاردسون - برينتفورد أولاً، ثم فولهام.
- جو ريالز - فولهام أولاً، ثم برينتفورد.
- جون سالاكو - فولهام أولاً، ثم برينتفورد.
- ستيف سكريفينز - معار لبرينتفورد.
- بول شروب - فولهام أولاً، ثم برينتفورد.
- جون ساوث - فولهام أولاً، ثم برينتفورد.
- ليه سترونج - مُعار إلى برينتفورد.
- جيف تايلور - فولهام أولاً، ثم برينتفورد.
- بوب توماس - في البداية برينتفورد، ثم فولهام.
- مارسيلو تروتا - معار لبرينتفورد مرتين.
- إرني واتكينز - برينتفورد أولاً، ثم فولهام.
- بول واتسون - فولهام أولاً، ثم برينتفورد.
- توم ويلسون - أولاً فولهام، ثم برينتفورد.
- الكسندر وود - في البداية برينتفورد، ثم فولهام.
- فيف وودوارد - فولهام أولاً، ثم برينتفورد.

### برينتفورد وتشيلسي
- جو ألون - أولاً تشيلسي، ثم برينتفورد.
- جورج أندرسون - برينتفورد أولاً، ثم تشيلسي.
- ميكي بلوك - أولاً تشيلسي، ثم برينتفورد.
- جوني بروكس - أولاً تشيلسي، ثم برينتفورد.
- نيل كليمنت - معاراً لبرينتفورد.
- جاك كوك - أولاً برينتفورد، ثم تشيلسي.
- نيك كولجان - معاراً إلى برينتفورد.
- آلان ديكنز - معاراً إلى برينتفورد.
- ميكي دروي - أولاً تشيلسي، ثم برينتفورد.
- لي فروست - معاراً لبرينتفورد ووقع بشكل دائم بعد ذلك بعامين.
- بيل غارنر - أولاً تشيلسي، ثم برينتفورد.
- جاريث هول - أولاً تشيلسي، ثم برينتفورد.
- رون هاريس - تشيلسي أولاً، ثم برينتفورد. كان أيضا مساعد مدير في برينتفورد.
- ستيوارت هيوستن - تشيلسي أولاً، ثم برينتفورد.
- إيوري جينكينز - تشيلسي أولاً، ثم برينتفورد.
- غاري جونسون - أولاً تشيلسي، ثم برينتفورد.
- كيث جونز - أولاً تشيلسي، ثم برينتفورد.
- روجر جوزيف - برينتفورد أولاً، ثم تشيلسي.
- جو كينان - معاراً إلى برينتفورد.
- جويل كيتاميريك - معاراً إلى برينتفورد.
- كيث لورانس - تشيلسي أولاً، ثم برينتفورد.
- تومي لوتون - تشيلسي أولاً، ثم برينتفورد.
- كولين لي - تشيلسي أولاً، ثم برينتفورد.
- بيل ليفينغستون - أولاً تشيلسي، ثم برينتفورد.
- مايكل مسكل - تشيلسي أولاً، ثم برينتفورد.
- جوش مكيكران - أولاً تشيلسي، ثم برينتفورد
- أندي مايرز - أولاً تشيلسي، ثم برينتفورد.
- آلان نيلمس - أولاً تشيلسي، ثم برينتفورد.
- إريك بارسونز - أولاً تشيلسي، ثم برينتفورد.
- جوني باتون - أولاً تشيلسي، ثم برينتفورد.
- أدريان بيتيجرو - معاراً إلى برينتفورد.
- فيليب كاهن - معاراً إلى برينتفورد.
- جراهام ريكس - معاراً لبرينتفورد من آرسنال، ووقع بشكل دائم لتشيلسي.
- جورج سافيل - معاراً إلى برينتفورد.
- ميل سكوت - أولاً تشيلسي، ثم برينتفورد.
- فريد تايلور - أولاً تشيلسي، ثم برينتفورد.
- سيد تيكريدج - تشيلسي أولاً، ثم برينتفورد.
- سام تيلن - تشيلسي أولاً، ثم برينتفورد.
- بريان تورنر - أولاً لبرينتفورد، ثم تشيلسي.
- جراهام ويلكينز - أولاً تشيلسي، ثم برينتفورد.
- ستيفن ويلكينز - أولاً تشيلسي، ثم برينتفورد.

### برينتفورد وتشيلسي وفولهام
- جيمي بوي - أولاً تشيلسي، ثم فولهام، ثم برينتفورد، ثم عاد إلى فولهام لاحقًا.
- بيتر بوكانان - أولاً تشيلسي، ثم فولهام، ثم برينتفورد.
- رون غرينوود - أولاً برينتفورد، ثم تشيلسي، ثم فولهام.
- باري لويد - أولاً تشيلسي، ثم فولهام، ثم برينتفورد.
- جيري بيتون - أولاً فولهام، ثم لعب لبرينتفورد وتشيلسي على سبيل الإعارة من إيفرتون. وقع بشكل دائم لبرينتفورد بعد مغادرة إيفرتون.
- بيلي سبرين - ضيفًا لفولهام وتشيلسي خلال الحرب العالمية الثانية. وقع بشكل دائم لبرينتفورد عام 1949.
- ستيف سيدويل - لعب لبرينتفورد في 2001-2002. أمضى موسم 2007-08 مع تشيلسي. انتقل إلى فولهام في 2011.

### تشيلسي وفولهام وكوينز بارك رينجرز
- روي بنتلي - فاز بلقب الدوري كمهاجم مع تشيلسي في عام 1955م وانتقل إلى فولهام بعد عام، حيث تم تحويله إلى مدافع. عند مغادرة فولهام، أمضى بنتلي عامين مع كوينز بارك رينجرز.
- تولى بوبي كامبل تدريب فولهام بين 1976 و 1980، ولاحقًا مع تشيلسي بين 1988-1991. كما درب كوينز بارك رينجرز في الثمانينيات.
- ديف سيكستون - بعد أن كان مدربًا في فولهام خلال الستينيات، تولى سيكستون تدريب تشيلسي وكوينز بارك رينجرز خلال السبعينيات. فاز بكأس الاتحاد الإنجليزي وكأس الكؤوس الأوروبية في مواسم متتالية مع تشيلسي وقاد رينجرز بفارق نقطة واحدة عن لقب الدوري ؛ على هذا النحو، يعتبره كلا الناديين أحد أعظم مديريهما على الإطلاق.
- راي ويلكنز - بدأ مسيرته الكروية في تشيلسي، ولعب لاحقًا مع فريق كوينز بارك رينجرز ودرب فريق فولهام. كما عمل كمدير مساعد لجيانلوكا فيالي في تشيلسي. أصبح مرة أخرى مساعد المدير تحت قيادة لويس فيليبي سكولاري بعد رحيل ستيف كلارك. واصل أداء الدور تحت قيادة جوس هيدينك وكارلو أنشيلوتي حتى تم إنهاء عقده دون إشعار في 11 نوفمبر 2010م. كما عمل كمدرب مساعد لرينيه ميولينستين في فولهام، لكنه أقيل بعد أقل من شهرين في هذا المنصب إلى جانب ميولينستين وآلان كوربيشلي.
- كلايف ووكر - لاعب جناح لعب لجميع أندية غرب لندن الثلاثة.
- بول باركر - بدأ مسيرته في فولهام قبل أن يتم بيعه إلى كوينز بارك رينجرز كما لعب أربع مباريات مع تشيلسي في عام 1997م.

### تشيلسي وكوينز بارك رينجرز
- كلايف ألين - أولاً كوينز بارك رينجرز، ثم تشيلسي.
- خوسيه بوسينجوا - لعب لتشيلسي من 2008-12. انتقل إلى كوينز بارك رينجرز في عام 2012.
- باري بريدجز مهاجم في الستينيات والسبعينيات.
- جاري تشيفرز مدافع في الثمانينيات.
- تولى تومي دوشيرتي تدريب تشيلسي في الستينيات. مرتين كمدرب لوينز بارك رينجرز.
- ريس إيفانز حارس مرمى، معاراً من تشيلسي إلى كوينز بارك رينجرز.
- كان مارك فالكو معروفًا بشكل أساسي في توتنهام، انتقل على سبيل الإعارة إلى تشيلسي، ثم قضى فترة مع كوينز بارك رينجرز.
- مايك فيليري - انتقل لاعب خط الوسط من تشيلسي إلى كوينز بارك رينجرز في 1983/4.
- جون هولينز - لعب في فريق تشيلسي الفائز بكأس الاتحاد الإنجليزي 1970 وفريق كوينز بارك رينجرز في 1975–76، وهو أفضل موسم لهما على الإطلاق. كما أدار كلا الناديين.
- تومي لانجلي - من تشيلسي إلى كوينز بارك رينجرز. مهاجم في أواخر السبعينيات في أوائل الثمانينيات.
- مايكل مانسيان - قضى فترتين من الإعارة في كوينز بارك رينجرز.
- غافن بيكوك - لعب مع تشيلسي في التسعينيات، على جانبي نوبات في كوينز بارك رينجرز.
- لويك ريمي مهاجم وقع مع كوينز بارك رينجرز في يناير 2013، تم إعارته الموسم التالي إلى نيوكاسل قبل أن يشتريه تشيلسي في أغسطس 2014م مقابل 10.5 مليون جنيه إسترليني.
- بن سحر - جاء إلى كوينز بارك رينجرز على سبيل الإعارة من تشيلسي في فترة ما قبل الموسم 2007/2008 وسجل هدفاً ضد غريمه في غرب لندن، فولهام.
- سكوت سينكليرScott Sinclair - على سبيل الإعارة إلى كوينز بارك رينجرز خلال موسم 2007/2008.
- جيمي سميث - تم إعارته إلى كوينز بارك رينجرز خلال موسم 2006/2007.
- نايجل سباكمان - لاعب وسط. تشيلسي ثم كوينز بارك رينجر عبر ليفربول.
- جون سبنسر - مهاجم اسكتلندي. تشيلسي، لاحقًا كوينز بارك رينجرز وإيفرتون.
- وليام ستير - أولاً كوينز بارك رينجرز، ثم تشيلسي.
- تيري فينابلز - لاعب في تشيلسي معظم فترة الستينيات. نُقلت إلى كوينز بارك رينجرز من توتنهام في عام 1969. مُدار كوينز بارك رينجرز 1980 إلى 84.
- إيان واتسون - انتقل المدافع من تشيلسي إلى كوينز بارك رينجرز في منتصف الستينيات.
- ديفيد ويب - سجل هدف الفوز في نهائي الكأس لتشيلسي 1970م. جزء من الجانب الناجح 1975/6 كوينز بارك رينجرز.
- روي فيجرل - مهاجم ماهر جدا. انتقل من الولايات المتحدة إلى تشيلسي ثم كوينز بارك رينجرز عبر لوتون.
- ستيف ويكس - لعب قلب الوسط الأشقر فترتين مع كل من تشيلسي وكوينز بارك رينجرز في أواخر السبعينيات وحتى الثمانينيات.
- شون رايت فيليبس - جناح وقع مع كوينز بارك رينجرز في أغسطس 2011 قادما ً من مانشستر سيتي بعد أن لعب لتشيلسي من 2005-2008

### تشيلسي وفولهام
- ديف بيسانت - بعد مغادرة تشيلسي في عام 1992م، لعب بيسانت لعشرة أندية أخرى قبل أن ينتهي به المطاف كحارس مرمى احتياطي / مدرب في فولهام في عام 2003. اعتزل اللعب بعد عام دون أن يلعب أي مباراة بالفعل، وما زال يعمل كمدرب للنادي.
- واين بريدج -على سبيل الإعارة في فولهام من تشيلسي خلال النصف الثاني من موسم 2005-06 .
- جوردون ديفيز - في البداية في فولهام، ثم في تشيلسي.
- جون ديمبسي - أولاً في فولهام، ثم في تشيلسي.
- داميان داف - أولاً في تشيلسي، نيوكاسل (انظر مقال ديربي تاين وير)، ثم فولهام (سابقًا مع بلاكبيرن روفرز)
- بيارن جولدبيك - أولاً في تشيلسي، ثم فولهام.
- إيدور غوديونسن Eiður Guðjohnsen - أولاً في تشيلسي، ثم فولهام.
- جون هارلي - أولاً في تشيلسي، ثم فولهام.
- جايل كاكوتا - كان على سبيل الإعارة في فولهام من تشيلسي خلال النصف الثاني من موسم 2010-11 .
- راي ليفينجتون - أولاً في تشيلسي، ثم فولهام.
- سكوت باركر - أولاً في تشيلسي، ثم فولهام. مدير فولهام السابق.
- إيان بيرس - أولاً في تشيلسي، ثم فولهام، عبر بلاكبيرن روفرز ووست هام.
- لوكاس بيازون - كان على سبيل الإعارة في فولهام من تشيلسي خلال موسمي 2016-2017 و 2017-18.
- روبرت سافاج - في البداية مع فولهام، ثم في تشيلسي. لا ينبغي الخلط بينه وبين لاعب العصر الحديث روبي سافاج.
- أندريه شورله - أولاً في تشيلسي، ثم فولهام على سبيل الإعارة.
- مارك شوارزر - في البداية في فولهام، ثم في تشيلسي.
- جيمي شارب - فترتان مع فولهام، ثم تشيلسي، ثم العودة إلى فولهام.
- أليكسي سميرتين - وقع مع فولهام في أوائل عام 2007، بعد أن لعب (من بين أندية الدوري الممتاز الأخرى) تشيلسي.
- روبن لوفتوس-تشيك - الذي يلعب مع تشيلسي منذ 2014، كان على سبيل الإعارة في فولهام خلال موسم 2020-21 .

### فولهام وكوينز بارك رينجرز
- دين كوني - مهاجم فولهام وكوينز بارك رينجرز. جزء من الصفقة التي نقلت بول باركر إلى كوينز بارك رينجرز.
- لي كوك - جناح كوينز بارك رينجرز انتقل إلى فولهام موسم 2007/8.
- Joe Fidler جو فيدلر - أولاً فولهام، ثم كوينز بارك رينجرز.
- رودني مارش - بدأ في فولهام، قبل أن يصبح أسطورة في كوينز بارك رينجرز ثم انتقل إلى مانشستر سيتي قبل أن يعود للعب مع فريق فولهام. عاد إلى فولهام لفترة إعارة قصيرة عام 1976.
- ستيفان جوهانسن - مُعار إلى كوينز بارك رينجرز من فولهام في 2020–21.
- أندرو جونسون - من فولهام إلى كوينز بارك رينجرز في 2012م.
- ستيفن كيلي - لعب لـ كوينز بارك رينجرز عام 2003م. انضم إلى فولهام عام 2009م.
- توماس لي - أولاً فولهام، ثم كوينز بارك رينجرز.
- هايدار هيليغسون Heiðar Helguson - مهاجم فولهام وكوينز بارك رينجرز.
- مارك هيوز - أدار فولهام في موسم 2010/11 قبل المغادرة بسبب الرغبة في الفوز بالألقاب. وقع كمدير لـ كوينز بارك رينجرز في الموسم التالي في يناير.
- بول باركر - لعب أكثر من 100 مباراة لكلا الناديين.
- زيش رحمان - انتقل من فولهام إلى كوينز بارك رينجرز في عام 2006م.
- توني سيلي - مهاجم صغير ولكن سريع. فاز فريق كوينز بارك رينجرز بالترقية عام 1982/83. انتقل في وقت لاحق إلى فولهام.
- مات سميث - فيرست فولهام، ثم كوينز بارك رينجرز
- Ernie Symes إرني سيميس - أولًا فولهام، ثم كوينز بارك رينجرز.
- عادل تعرابت - معاراً من كوينز بارك رينجرز لفولهام في 2013م
- بوبي زامورا - لعب مع فولهام حتى التوقيع على كوينز بارك رينجرز في يناير 2012م.

### فولهام، كوينز بارك رينجرز وبرينتفورد
- ديف ميتشيك - فولهام أولاً، ثم كوينز بارك رينجرز، ثم برينتفورد.
- ديفيد نيلسون - فولهام، برينتفورد، كوينز بارك رينجرز.
- توني باركس - فيرست برينتفورد، مُعارًا إلى كوينز بارك رينجرز ثم وقع مع فولهام
- كالوم ويلوك - مُعار من فولهام إلى كوينز بارك رينجرز، وقع لاحقًا مع برينتفورد في عام 2006.

## وصلات خارجية
- Soccerbase
- www.footballderbies.com
- كوينز بارك رينجرز Report